# Gallinejas

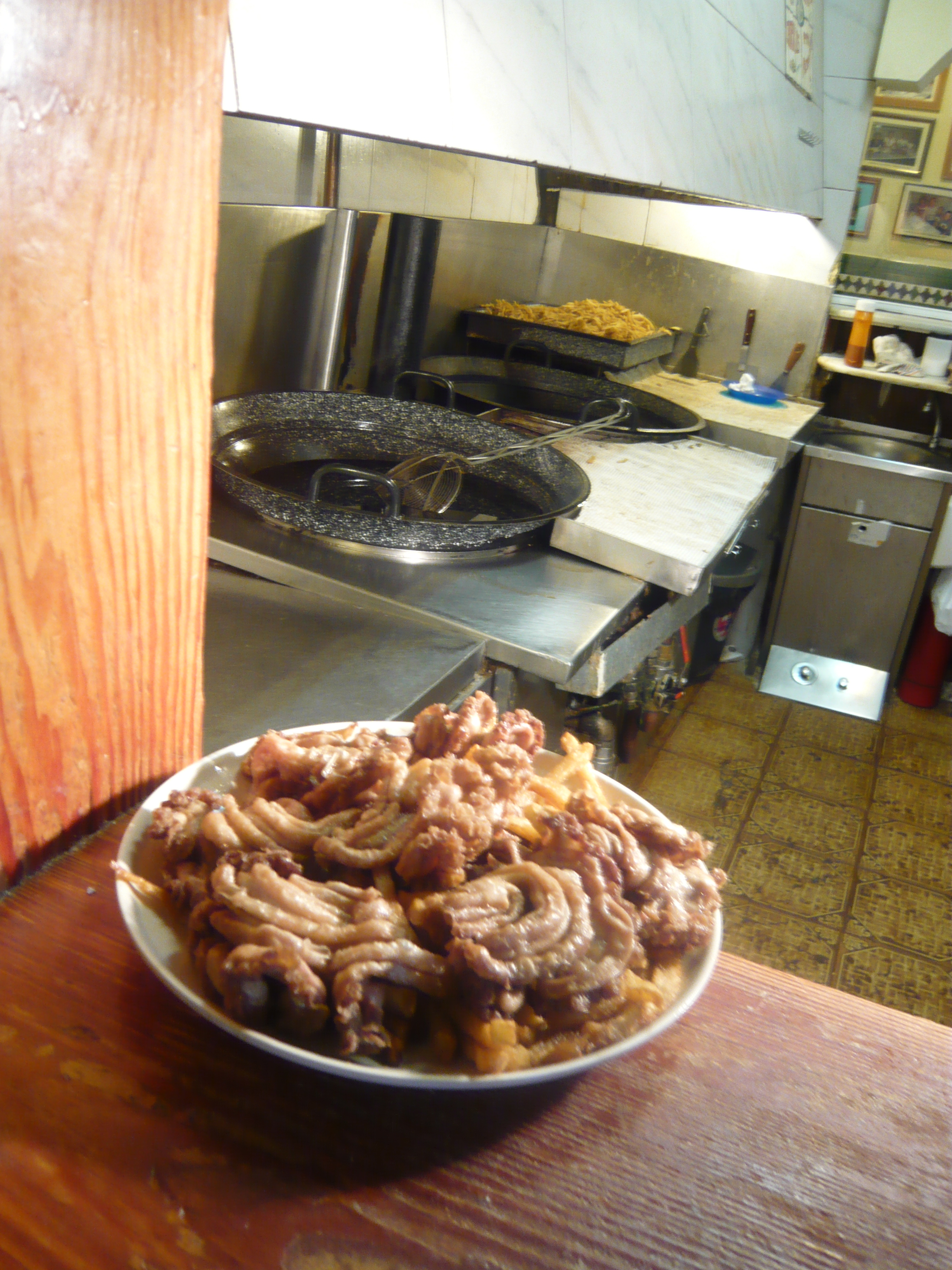
Gallinejas recién sacadas de la sartén, Madrid.

Las gallinejas son tripas  de cordero o cabrito que se venden en establecimientos habilitados al efecto. Su consumo se localiza casi de modo exclusivo en Madrid (España). Antiguamente, el despacho de este producto se realizaba en quioscos o comercios populares y podía proceder de animales diferentes a los dos citados.
Aunque existen varias recetas, las gallinejas clásicas son un producto mixto de cordero lechal compuesto por el intestino delgado y un trozo de mesenterio (el entresijo), que a su vez contiene una mollejita popularmente llamada «botón». Cada cordero cuenta con una sola gallineja, que en su interior tiene forma de espiral, pero al limpiarla se estira adoptando la apariencia de una mano con el pulgar encogido. Después, cuando se fríe, se encoge y se retuerce, volviendo a su formato original.
De la preparación de las gallinejas resultan otros productos originales como los entresijos, los chicharrones, las tiras, los botones o los canutos, que junto a las mollejas blancas, zarajos, chorrillos o patatas fritas, servidos según la tradición en la misma fuente, componen el plato más singular, castizo y emblemático de la gastronomía madrileña.

## Preparación
Como se explica en el libro Las Gallinejas, escrito por Gabino Domingo y David Sanz, la base de esta cocina se asienta en cuatro cimientos fundamentales. Primero: una materia prima de calidad extraordinaria, procedente del cordero lechal. Segundo: la escrupulosa y exhaustiva limpieza del género. Tercero: un tratamiento de conservación exquisito en cuanto a materiales de congelación y refrigeración y al cumplimiento de normas específicas. Y cuarto: la maestría en la sartén, que incluye el perfecto conocimiento de cada producto y las variantes de su estado para darles el punto exacto de fritura, así como el manejo de los fuegos y temperatura de la grasa con que se fríen según la cantidad o alimento a cocinar.
Ha sido costumbre de siempre servir todos los productos bien fritos, generalmente acompañados de patatas fritas, y mezclados en un mismo recipiente, ya sea para llevar (como antaño en recipientes o cucuruchos de papel o como ahora en envases preparados al efecto) o para comer en la mesa del restaurante, en plato. Es una comida que debe consumirse caliente, a ser posible recién sacada de la sartén, para que no se pierda sabor y calidad.
Para su elaboración no es necesario el aceite, ni de girasol ni de oliva ni de ninguna otra clase, porque se fríen al natural, en la propia grasa que el género va soltando al cocinarlos.
Como los artículos que componen un pedido han de salir de la sartén a la vez, todos al mismo tiempo, es necesario que la grasa esté caliente evitando que se queme y echar cada producto en su momento exacto. Primero deben introducirse los zarajos y los entresijos, después las mollejas blancas y las gallinejas, luego los chorrillos y los botones, a continuación las tiras y por último los canutos, los chicharrones y las patatas (que se fríen antes a la mitad para no ralentizar en exceso el ritmo de la cocina). El objetivo de este orden es dar a cada producto el tiempo necesario de sartén y lograr que todos tengan el punto de fritura adecuado al depositarlos en la fuente. La sal es el único condimento a añadir, un espolvoreado por cada paletada que se saque. 
El acompañamiento ideal de las gallinejas y sus derivados son las patatas fritas en la misma grasa. Al hacerse en idéntica sartén, adquieren un sabor único e inigualable. El pan es el otro elemento básico, tanto que de hecho hay personas que prefieren pedir su comida directamente en bocadillo. Por sus características, hay productos que se avienen mejor a ser preparados entre rebanadas de pan: de siempre, las gallinejas y entresijos, por separado o mezclados; también es usual el bocadillo de chicharrones y algo menos el de tiras; zarajos, mollejas, chorrillos, botones y canutos es mejor comerlos pinchando de un plato. 

## Historia

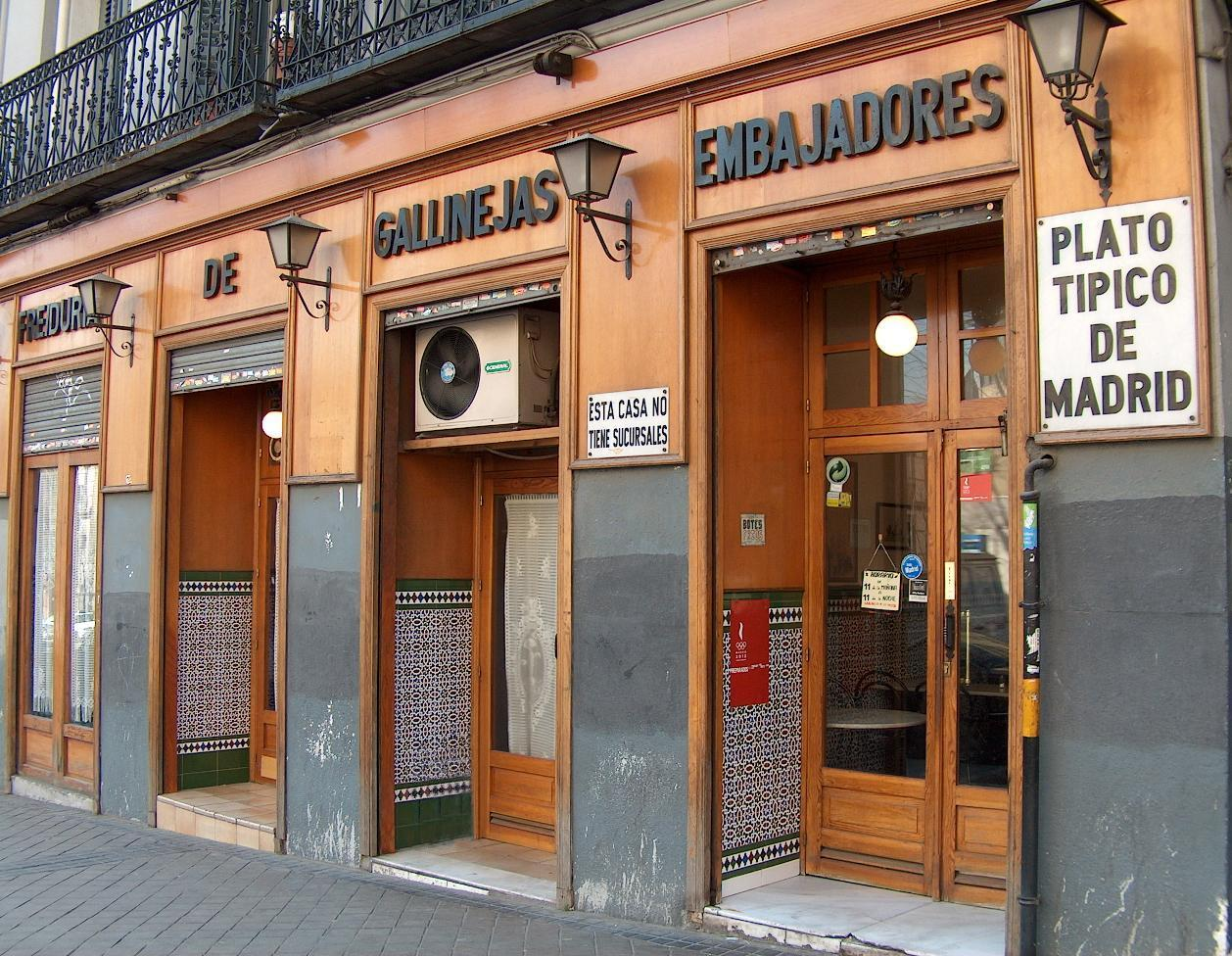
En la calle Embajadores.

El origen de este plato es humilde, y ya en los años 1950 se elaboraba de las sobras que salían del extinto Matadero de Legazpi que se repartían entre todos los establecimientos que lo cocinaban por partes iguales. En aquellos días el olor de la fritura debía de ser muy familiar e intenso y atraer a la mayoría de los comensales a comer en estos sitios. Era un alimento barato asequible a las clases trabajadoras.
Ya en la obra de Benito Pérez Galdós Fortunata y Jacinta se hace mención a la gallineja: «Era la vecina del bohardillón, llamada comúnmente la gallinejera, por tener puesto de gallineja y fritanga en la esquina de la Arganzuela», donde se define la palabra gallinejera como la persona que vende y fríe la gallineja.

## Actualidad
En la actualidad, quedan pocos establecimientos en Madrid que sirvan este plato, algunos de ellos conservan todavía el aire de la época y los que acuden consideran este plato más una delicatessen que una comida popular. No obstante, en las fiestas de barrio de Madrid siguen estando presentes.